# Liste d'aéronefs
Les aéronefs sont classés par ordre alphabétique :
- de nom du constructeur (ou du concepteur) ;
- de sigle du modèle ;
- de nom du modèle.

Cette liste est inclusive plutôt qu'exclusive. Si un aéronef est connu sous plusieurs noms, désignations ou constructeurs, il figure sous plusieurs références. Par contre elle ne tient pas compte des variantes ou sous-types d'aéronefs car il existe de très grandes différences d'appréciations et de systèmes de désignation selon chaque constructeur.
Cette liste constitue la liste principale de classement des aéronefs. Tout aéronef figurant dans une sous-liste (par exemple les listes par type, etc.) devrait d'abord figurer ici
La taille de la liste oblige à la séparer :
- A
- B
- C
- D
- E-H
- I-M
- N-S
- T-Z